# Kafr Laha (Hama)
Kafr Laha (arab. كفر لاها) – wieś w Syrii, w muhafazie Hama. W 2004 roku liczyła 379 mieszkańców.